# Nakitakunalu
『nakitakunalu』（泣きたくなる）は、内田有紀の4枚目のオリジナル・アルバム。

## 解説
1996年2作目、半年振りとなるオリジナル・アルバム。
前作『愛のバカ』でも楽曲提供したグ・スーヨンと福原まりが大半の収録曲を制作。
同じく前作からの継続として南佳孝、戸田誠司が参加。
財津和夫、杉真理、松尾清憲が新たに楽曲提供している。
ヒット・シングル「幸せになりたい」と「EVER&EVER」の2曲はボーナス・トラック扱いで収録されている。
近年では音楽配信サービスで音源が入手可能。

## 収録曲
特記以外　作詞:グ・スーヨン 作曲・編曲:福原まり
1. 鳥かごの中の僕
  - 作曲・編曲:戸田誠司
2. 泣きたくなる
3. 夢を見させて
4. 流れ星
  - 作曲:財津和夫 編曲:清水一登
5. キスをした
  - 作曲:杉真理 & 松尾清憲 編曲:VOX
6. 天の川
7. プレゼント
  - 作曲:MOCKLIE 編曲:戸田誠司
8. 信号
  - 作曲:南佳孝 編曲:戸田誠司
9. 好きになれ
10. BONUS TRACK 幸せになりたい
  - 作詞・作曲:広瀬香美 編曲:本間昭光
11. BONUS TRACK EVER&EVER（RANDY WALDMAN WTRINGS MIX）
  - 作詞:m.c.A・T・小室哲哉 作曲・編曲:富樫明生・小室哲哉